# Оронцо Перзио (Бари)
Оронцо Перзио (итал. Oronzo Persio) је насеље у Италији у округу Бари, региону Апулија.
Према процени из 2011. у насељу је живело 94 становника. Насеље се налази на надморској висини од 291 м.